# 채권시장안정펀드
채권시장안정펀드는 채권시장 경색으로 인하여 자금난을 겪는 기업들의 유동성 지원 및 국고채와 회사채의 과도한 스프레드 차이를 해소하기 위한 펀드이다. 

## 상세
리먼 브라더스의 파산에 따라서 채권·단기자금시장 안정을 위해 유동성 공급 프로그램의 필요성이 제기되었다. 대한민국에서는 2008년 12월 17일, 1차로 5조원을 시작하였다. 2020년대에는 코로나19 범유행에 따라서 20조원의 규모의 채권시장안정펀드가 도입되었다.